# Aiko (sångare)
Aiko, artistnamn för Alena Shirmanova-Kostebelova, född 26 december 1999 i Ryssland, är en tjeckisk sångare som  representerade Tjeckien i Eurovision Song Contest 2024 med låten "Pedestal".